# Black Clouds & Silver Linings
Black Clouds & Silver Linings är det amerikanska progressiv metal/progressiv rock-bandet Dream Theaters tionde studioalbum, utgivet 23 juni 2009 av skivbolaget Roadrunner Records.
Albumet utgavs som en enkel CD men även som en Special Edition-utgåva innehållande 3 CD:s med coverlåtar och instrumentalversioner av låtarna.

## Låtlista
1. "A Nightmare to Remember" – 16:10
2. "A Rite of Passage" – 8:35
3. "Wither" – 5:25
4. "The Shattered Fortress" – 12:49
  - "X. Restraint" – 5:25
  - "XI. Receive" – 3:58
  - "XII. Responsible" – 3:26
5. "The Best of Times" – 13:07
6. "The Count of Tuscany" – 19:16

Text: John Petrucci (spår 1–3, 6), Mike Portnoy (spår 4, 5)
Musik: John Petrucci/Mike Portnoy/John Myung/Jordan Rudess (spår 1, 2, 4–6), John Petrucci (spår 3)
Special Edition-utgåva (coverlåtar)
1. "Stargazer" (Rainbow-cover) – 8:10
2. "Tenement Funster" / "Flick of the Wrist" / "Lily of the Valley" (Queen-cover) – 8:17
3. "Odyssey" (Dixie Dregs-cover) – 7:59
4. "Take Your Fingers From My Hair" (Zebra-cover) – 8:18
5. "Larks' Tongues in Aspic, Part Two" (King Crimson-cover) – 6:30
6. "To Tame a Land" (Iron Maiden-cover) – 7:15

Text & musik: Ronnie James Dio/Ritchie Blackmore (spår 1), Roger Taylor/Freddie Mercury (spår 2), Steve Morse (spår 3), Randy Jackson (spår 4), Robert Fripp (spår 5), Steve Harris (spår 6)

## Medverkande
Dream Theater
- James LaBrie – sång
- John Myung – basgitarr
- John Petrucci – gitarr, bakgrundssång
- Mike Portnoy – trummor, sång
- Jordan Rudess – keyboard

Bidragande musiker
- Jerry Goodman – violin

Produktion
- John Petrucci, Mike Portnoy – producent
- Paul Northfield – ljudtekniker, ljudmix, med-producent (sång-spår)
- Dr Rick Kwan	- assisterande ljudtekniker
- Leon Zervos – mastering
- Hugh Syme – omslagskonst
- Dan Mandell – foto